# Сага о Гисли
Сага о Гисли — исландская родовая сага, существовавшая в устном бытовании с X века и записанная в XIII веке.
В «Саге о Гисли» рассказывается об исторических событиях, которые произошли на западе Исландии в середине X века.
Сага дошла до нашего времени в двух версиях. Одна из них более пространна и местами испорчена. Она известна по спискам (NY. KGL. SMI. 1181 fol. и AM 149 fol.). Другая, краткая, версия сохранилась полностью (AM 556а, 4°). Большинство критиков считает, что полная версия ближе к первоначальному тексту, чем краткая.

## Персонажи
| Персонажи           | Роль в сюжете |
| ------------------- | --- |
| Гисли сын Кислого   | Главный герой саги, решивший отомстить за убийство Вестейна. Он убивает Торгрима, поскольку считал его убийцей. Был объявлен вне закона волей собственной сестры и убит людьми, нанятыми её мужем. |
| Ауд                 | Жена Гисли и сестра Вестейна. Она осталась преданной мужу до самой его гибели. |
| Торгрим             | Муж Тордис и предполагаемый убийца Вестейна. Упоминается в других сагах как отец Снорри Годи. Был убит Гисли. |
| Торкель сын Кислого | Брат Гисли, поддерживавший родственные отношения с Торгримом, мужем их общей сестры. Торкель отказался помогать Гисли, объявленному вне закона. Он был убит сыновьями Вестейна. |
| Асгерд              | Жена Торкеля. Её случайное признание в любви к Вестейну, подслушанное мужем, имело трагические последствия, став причиной вражды между Торкелем и Вестейном, в которой первого поддержали Торгрим и Бёрк Толстяк, а второго — Гисли. В результате погибли все, кроме Бёрка.                                                                         |
| Вестейн             | Названый брат Гисли и брат его жены. Он был убит во сне человеком, имя которого сага не называет. Это был либо Торгрим, либо Торкель сын Кислого. Вестейн оставил двоих сыновей, Грима и Хельги, которые отомстили за него, убив Торкеля, его возможного убийцу. Позже один из сыновей Вестейна был убит в Норвегии третьим сыном Кислого, Ари.     |
| Эйольв Серый        | Предводитель людей, убивших Гисли. Он был нанят Бёрком Толстяком, мстившим за своего брата Торгрима. |
| Тордис дочь Кислого | Жена Торгрима и сестра Гисли. После убийства Торгрима она вышла замуж за Бёрка Толстяка и подтолкнула его к мести за Торгрима её собственному брату. Тем не менее, когда Гисли был убит, она попыталась отомстить за него, убив Эйольва Серого, но смогла только ранить. Тордис развелась с Бёрком, узнав, что он хочет заплатить виру за эту рану. |
| Бёрк Толстяк        | Брат Торгрима и второй муж Тордис. Он организовал убийство Гисли, чтобы отомстить за брата. |
| Хельги              | Один из людей Эйольва. |